# Брессар, Феликс
Феликс Брессар (нем. Felix Bressar; 2 марта 1892, Эйдткунен, Германская империя — 17 марта 1949, Лос-Анджелес) — немецко-американский актёр театра и кино.

## Биография
Феликс Брессар родился 2 марта 1892 года в Восточной Пруссии (сейчас Калининградская область, Российская Федерация) и был опытным театральным актёром, когда дебютировал в кино в 1927 году. Начинал как актёр второго плана, например, как судебный пристав в фильме «Трое с бензоколонки», но вскоре утвердился в главных ролях второстепенных фильмов. После того, как нацисты захватили власть в 1933 году, еврей Брессар покинул Германию и продолжил свою карьеру в немецкоязычных фильмах в Австрии, где жизнь еврейских артистов было ещё относительно безопасным. После около 30 фильмов за восемь лет, он иммигрировал в Соединенных Штаты.
В США Брессару сразу повезло стать востребованным актёром, в отличие от многих других новых иммигрантов. Этому способствовал его талант комедийного актера, который преодолел даже языковые барьеры. Одним из бывший европейских коллег Брессара был Джо Пастернак, который стал голливудским продюсером. Первым американским фильмом Брессара был «Три умные девушки растут» (1939). Немецкая община в Голливуде помогла закрепиться Брессару в Америке. Так режиссёрами его ранних американских фильмов были Эрнст Любич, Генри Костер, и Вильгельм Тиль.
Большой успех Брессара в США, связанный с участием в картине Любича «Ниночка». «Метро-Голдвин-Майер» подписала с Брессаром контракт по работе на студию. Большинство его МГМ работ были роли в крупных фильмах, как «Эдисон, человек».
Он играл доброжелательных персонажей, например, у Любича в «Быть или не быть». Подобный эффект оказывает и его работы в фильме «Магазин за углом», где он исполнил роль Пировича.
Брессар вскоре стал популярным актёром, благодаря участию в таких фильмах, как «Цветы в пыли», «Седьмой крест» и «Без любви».
После почти 40 голливудских картин, Феликс Брессар внезапно умер от лейкемии в возрасте 57 лет. Его последним фильмом должна была стать «Моя подруга Ирма», экранизация популярного радио-шоу. Брессар умер в процессе производства, заставив студию переснять сцены с его участием.